# Chábád Lubavics

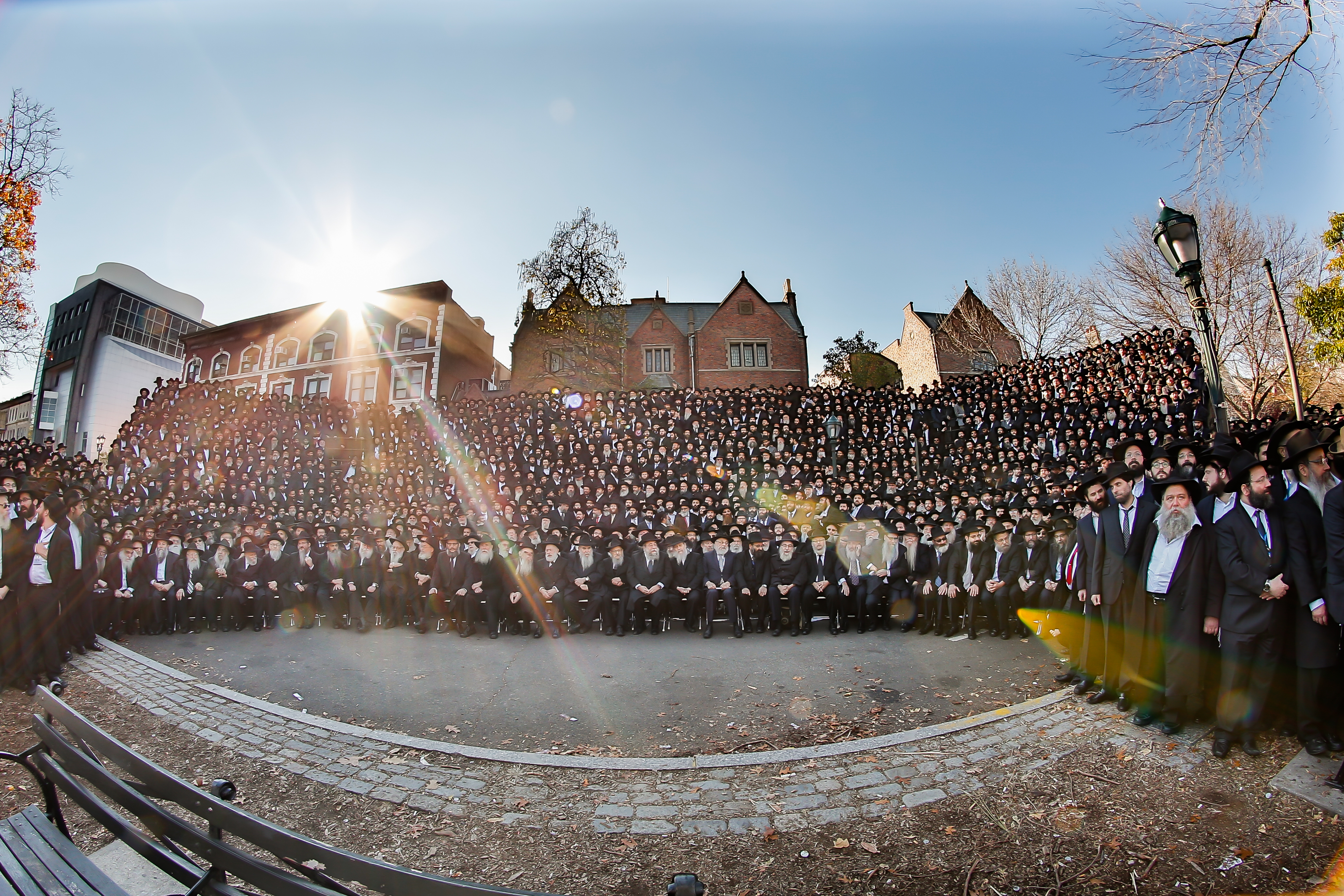
Csoportkép, New York. A Chábád ma a legnagyobb és legismertebb haszid mozgalom

A Chábád (ismert még Habad helyesírással is) az ortodox zsidóság egy haszid mozgalma, melyet 1775-ben alapítottak. A Chábád ma a legnagyobb és legismertebb haszid mozgalom, egyben a világ legnagyobb zsidó szervezete. Székhelye a New Yorkbeli Brooklyn Crown Heights negyedében található (770 Eastern Parkway).
A „Chábád” név héberül חב״ד egy mozaikszó, amely a Chochmá, Biná, Dá'át (חכמה, בינה, דעת): azaz 'Bölcsesség, Értelem, Tudás' szavakból jött létre. A „Lubavics” vagy másképp „Lubavitcs” név egy orosz stetl (jiddis: nagymértékben zsidók lakta kisváros) nevéből ered (ld. Ljubavicsi, Rudnyai járás, Szmolenszki terület), jelentése ’a szeretet városa’. Itt több mint 100 évig élt a mozgalom rabbidinasztiájának öt nemzedéke.
A Chábád Lubavics mozgalom a zsidóság népszerűsítését tekinti legfőbb feladatának, és azt hirdeti, hogy az ortodox hagyományok és az autentikus vallási elvek megtartása mellett a modern világ minden eszközét meg kell ragadni a haszid filozófia és a zsidó vallás évszázados és évezredes tanításainak megismertetésére. Napjainkban fő céljuk a vallástól és a zsidó közösségektől eltávolodott zsidók bevonása a közösségi életbe. Mindemellett a Chábád azt hirdeti, hogy a zsidóknak ideje szakítani a befelé forduló mentalitással, az úgynevezett „gettószellemmel”.

## Kialakulása
A mozgalmat, mint más haszid dinasztiák esetében is rebbék vezették és vezetik. A lubavicsi mozgalmat egy Liozna (ma Fehéroroszország) városában élő rabbi, - a későbbiekben „Álter Rebbe” (jiddis: 'öreg rabbi') néven is emlegetett - Liadi Snéor Zálmán alapította 1775-ben. A mozgalom Reb Zálmán fia, Dovber Schneuri, - a „Miteler Rebbe” (jiddis: 'középső rabbi') - idejében települt át Lubavicsba, mely ezt követően öt nemzedéken keresztül volt az irányzat központja. Később átmeneti ideig a mozgalom a doni Rosztovban, majd Varsóban székelt.
A Chábád székhelye 1940-től, napjainkig a Brooklynban található Crown Heights lett.
Hálózata mintegy 80 ország több mint 1000 városában körülbelül 3600 intézményt tart fenn.
Ezek az intézmények a vallástól és a közösségi élettől eltávolodott zsidókat próbálják elérni vallási, kulturális és oktatási tevékenységekkel, miközben közösségi központokat, zsinagógákat, iskolákat és gyermektáborokat is működtetnek. A Chábád haszidizmus követőinek számát 100 000 és 200 000 közöttire becsülik viszont évente több mint egymillió zsidó veszi igénybe a Chábád intézményrendszerének valamely szolgáltatását. A mozgalom követőit Chábád haszidoknak (héberül: חסיד חב"ד), vagy lubavicsi haszidoknak (jiddisül: ליובאוויטשער), esetleg Chábádnyiknak (héberül: חבדניק).
A Chábád mozgalom ma, amellett, hogy egy aktív haszid közösség, komoly szociális és jótékonysági tevékenységet folytat világszerte zsidók és nem-zsidók között egyaránt. A néhai hetedik lubavicsi rebbe, Menachem Mendel Schneerson különösen nagy hangsúllyal agitálta híveit, hogy a világ jobbá tételének érdekében hirdessék az egész emberiséghez szóló „Noé hét törvényét”. Ugyanakkor a Chábád közösség-építésében elsősorban a „háláchikus zsidókat” igyekszik megszólítani. Azaz más vallásos irányzatokhoz hasonlóan a lubavicsiak is szigorúan a Tórában foglaltaknak megfelelően értelmezik a hovatartozás kérdését: alapfeltétel, hogy a jelentkező édesanyja zsidó származású legyen, vagy a vallási törvények értelmében betérjen a zsidóságba, azaz a hagyományoknak megfelelően befogadja a közösség.

## Chábád Magyarország
Magyarországon a lubavicsi közösség a rendszerváltozáskor honosodott meg. 1989-ben érkezett Budapestre az akkor huszonhárom éves magyar származású Oberlander Báruch rabbi, a hetedik lubavicsi rebbe, Menachem Mendel Schneerson „sliách”-ja (héber: 'küldött') feleségével Batshevával. Oberlander rabbi felnőtt és gyermekoktatási programokat indított, melyekkel sok ezer, gyökereitől eltávolodott zsidót szólított meg. 1990 szeptemberében megalapította az Egység című folyóiratot, amelyet közel 20 000 családnak postáz ki a mozgalom évente 3-4 alkalommal; a folyóirat 2016 áprilisában havilappá alakult. Oberlandert 1991 áprilisában nevezték ki a Vasvári Pál utcai zsinagóga rabbijává. A zsinagóga előtt álló épület homlokzatán ma is kivehető a sok évtizedes felirat: Budapesti Talmud Egylet; az új rabbi erőfeszítéseinek köszönhetően feléledt a hajdani tevékenység, az úgynevezett jesiva oktatási rendszer: 1998-ban a zsinagóga a zsidó tudományok hagyományos elveken alapuló, felsőszintű tanításának háza lett.
1996-ban nagyszabású könyvkiadási akciót indított, melynek keretében összesen több tízezer példányban adtak ki zsidó imakönyveket (hétköznapi, szombati, újévi, engesztelőnapi), a Peszachi Hágádát, Zsidó Bibliát és a zsidósággal kapcsolatos ismeretterjesztő könyveket. 1993-ban, felesége, Oberlander Batsheva vezetésével megalapították a Bét Menáchem Óvodát, majd 1995-ben iskolát, melyek ma az egyetlen héber-magyar két tannyelvű nevelési és oktatási intézményként működik Budapesten, illetve a térségben. Oberlander rabbi tanítványával, Köves Slomó rabbival 2004-ben megalapította az Egységes Magyarországi Izraelita Hitközséget (EMIH), amely a hagyományos status quo ante irányzatot megújítva ma Magyarország harmadik zsidó történelmi egyháza lett. 2017 szeptemberében nyílik meg az EMIH Maimonidész Angol–Magyar Kéttannyelvű Zsidó Gimnáziuma.

## Története
Snéor Zálmán, Liadi rabbija, („Álter Rebbe”) alapította Oroszországban a Chábád irányzatot, 1775-ben. Az Álter Rebbe mestere a „Mezritcsi Mággid” Dovberben Ávráhám volt, aki pedig a haszidizmus alapítójának, Bál Sém Tov rabbinak a tanítványa és utódja volt. A Chábád mozgalom egy spirituális iskolaként jött létre a haszid mozgalmon belül, és mint ilyen a hangsúlyt a filozófiai és vallástudományi fogalmak mély megértésére és elemzésére tette. A Chábád név, mint mozaikszó (bölcsesség, értelem, tudás) önmagában is azt fejezi ki, hogy Isten és a vallásgyakorlás iránti valódi emocionális motivációt csak akkor lehet nyerni, ha kellően elmélyedünk a filozófiai tanokban.
Vezetői hét rebbe volt:
- A liadi Snéor Zálmán rabbi (1745–1812), az „Álter Rebbe”, aki Liozna városában megalapította a mozgalmat, majd központját később Liadi városba költöztette. Fő műve a Tánjá Archiválva 2013. december 10-i dátummal a Wayback Machine-ben (Széfer Sel Bénonim, 'A közepesek könyve'). Más egyéb művei a haszid gondolatok gyűjteményei voltak, illetve a Sulchán Áruch HáRáv, a zsidó jog kódexének (Sulchán Áruch) egy változata. Snéor Zálmán utódai nevükben mindig felvették a "Snéuri" vagy "Schneersohn" (vagy "Schneerson") utónevet, jelezve hogy ők az alapító, az Álter Rebbe követői és utódai.[25][26]
- Dovber Schneuri rabbi (1773–1827), a „Miteler Rebbe”, Snéor Zálmán rabbi fia volt, aki Lyubavichi (Lubavics) városba tette át a mozgalom székhelyét. Vezetői felhatalmazását az „Álter Rebbe” egy másik utódja, Áron Hálevi Stroselje kezdetben vitatta, később azonban Dovber rabbi mindenki által jogosan elismert utódja lett apjának a mozgalom vezetésében. Dovber rabbi számos gondolatot publikált a haszidzmusról és a Kabbaláról is például a Biuréj HáZohár című könyvét. Munkásságával nagyszerűen kiegészítette apja életművét. Néhányat apja műveiből is megjelentetett.[27][28]
- Menachem Mendel Schneerson rabbi (1789–1866), a Cemách Cedek-ként is referálni, az ismert jogi responzumának címe után. Az „Álter Rebbe” unokája és Rabbi Dovber unokaöccse és veje volt. Számos műve jelent meg a haszid filozófiáról és zsidó jogi témákról. Kiadta nagyapjának Snéor Zálmán rabbinak néhány művét is. Leghíresebb filozófiai műve a Derech Micvotechá, amely a Tóra parancsolatainak haszid filozófiai értelmezését mutatja be.[29]
- Smuél Schneersohn rabbi (1834–1882), más néven Rebbe Máhárás, a Cemách Cedek hetedik, egyben legfiatalabb fia volt. Ő vette fel először a Lyubavichi (Lubavitchi) rebbe címet, követve ezzel bátyjai szokását, akik máshol voltak rebbék, és nevükben közölték a városnevet is. Évekkel halála után jelentek meg tanításai a Chábád mozgalom kiadásában Likutéj Torát Smuél címen 12 kötetben.[30][31]
- Sálom Dovber Schneersohn rabbi (1860–1920), más néven Rebbe Rásáb, a Máhárás második fia volt. Legközismertebb tette a lubavicsi jesiva (hagyományos Talmud felsőfokú iskola) a Tomché Temimim megalapítása volt. Az első világháború alatt Rosztov városába költözött. Halálakor, két elődjéhez hasonlóan, Roszovban helyezték örök nyugalomra. Több írását csak halála után adták ki. Művei különösen jelentősek a haszid filozófia terén. Írásai a Chábád jesivák tananyagának szerves részét alkotják, mint a 29 kötetes Széfer HáMáámárim, vagy a Chábád imádságokat magyarázó Kuntrész HáTfilá.[32]
- Joszef Jic’chák Schneersohn rabbi (1880–1950), másképpen a Rebbe Hárájác (vagy: Frideriker Rebbe), Sholom Dovber egyetlen fia volt. 1927-ben száműzték Oroszországból azután, hogy a bolsevik rezsim ki akarta végeztetni a zsidó vallás tanításáért és a zsidó közösségek erősítéséért való küzdelméért, a „földalatti” iskolahálózat fenntartásáért. A háború kitöréséig a mozgalmat a lengyelországi Rigában, majd 1934-től Varsóban vezette, onnan a nácik elől 1940-ben Brooklynba menekült és ott élt haláláig. A Chábádon belül számos szervezeti változtatást hajtott végre és új intézményeket is alapított.
- Menachem Mendel Schneerson rabbi (1902–1994), a Lubavicsi Rebbe, Joszef Jichák Schneersohn rabbi veje és a harmadik Lubavicsi Rebbe egyenesági leszármazottja volt. A mozgalom vezetését egy évvel azután vállalta el, hogy apósa meghalt. Rabbi Menachem Mendel kiszélesítette a Chábád hálózatát, új Chábád központokat hozott létre világszerte. Elődeihez hasonlóan saját műveiből és korábbi rebbék írásaiból sokat publikált. Menachem Mendel rabbi tanításait a Chábád követői folyamatosan tanulmányozzák. Úgy emlegetik, a „Rebbe”. Tanításai révén halála után is a Chábád mozgalom spirituális vezetője maradt és nem választottak a mozgalom élére újabb rabbit.[27]

## Filozófia
A Chábád haszid filozófiája a vallás részleteire összpontosít, mint Isten, az Isteni lélek, és a zsidó parancsolatok jelentése. Chábád művekben gyakran idéznek klasszikus zsidó írásokból, a zsidó miszticizmusból, különösképpen a Zohár-ból és Jichák Luria Kabbalisztikus tanításaiból. Ezek a szövegek a Chábád tanítások forrásaként szolgálnak. Snéor Zálmán rabbi tanításait az utód generációk kibővítették.
A Chábád filozófia abban különbözik más haszid irányzatoktól, hogy különös hangsúlyt helyez az elme kognitív használatára a vallásfilozófiai tanok elmélyítésében. A Chábád filozófia konceptuális megközelítést nyújt Isten megértéséhez és más spirituális kérdésekhez.
A Chábád filozófia a Kabbala tanításait fejti ki és teszi érthetővé , meghatározva az emberi lélek fejlődésének követendő útját, érintve a világ minden aspektusát, amely kizárólag az Isteni teremtésnek köszönhető. Intellektuális megközelítésen, és meditáción keresztül, a Chábád azt tanítja, hogy az ember teljes kontrollt nyerhet saját érzelmei és cselekedetei felett.

## Tánjá
A Tánjá Archiválva 2013. december 10-i dátummal a Wayback Machine-ben Snéor Zálmán rabbi műve, a haszid filozófia első, vázlatos összefoglalása, a Chábád irányzat legjelentősebb könyve. A Tórára, de egyszersmind az egész Bibliára, - vagyis a Próféták Könyvére (Neviim) és a Szent Iratokra (Ketuvim) - , ezeken túl pedig a Talmudra és a Kabbalára alapozva állítja, hogy az ember eredendően jó, és mindenki rendelkezik az Isteni lélekkel. Ugyanakkor az emberben kettősség uralkodik, aminek folytán a benne levő isteni lélek és a vele született testi ösztön, az ego, állandó harcot vívnak. Ennek a konfliktusnak a legideálisabb – és egyben elérhető – kezelését vázolja fel a Tánjá első része, a Közepesek Könyve, mely 53 fejezetből áll.
A Tánjá szerint az intellektus három összefüggő folyamatból áll, amelyben az érzelem a világba érkezik: Chochmá (héber: 'bölcsesség'), Biná (héber: 'megértés') és Dá'át (héber: 'tudás'). Amíg a haszidizmus más ágai elsődlegesen az „Isten a szívünket akarja” ideára, vagyis az örömmel és átéléssel végzett micvákra (héber: 'parancsolat') összpontosítanak, addig Snéor Zálmán rabbi azt tanította, hogy Isten az elménket is óhajtja, és az elme az igazi összekötő kapu a szívhez. A Chábád filozófia az elmét a szív fölé emeli, azt állítva, hogy „a megértés Isten szeretete érzésének a forrása”.
A Chábád filozófia szerint az ember nem statikus, nem passzív, és nem függ másoktól, hogy Istenhez kötődjön. Az Álter Rebbe elutasít minden elitizmussal és arisztokratikus születéssel kapcsolatos ideológiát és a meritokrácia (érdem szerinti) mellett érvel, amelyben mindenkinek lehetősége van a fejlődésre: véleménye szerint, minden zsidó képes lehet „Közepessé válni”.
Chábád gyakran ellentétben áll a Chágát haszid iskolával. Míg a haszidizmus bizonyos mértékig az érzelmekre összpontosít, a Chágát az érzelmeket csak a pszichikai hatások reakciójának látja, mint például tánc, ének. Snéor Zálmán rabbi másrészről azt tanította, hogy az érzelmeket az elme motiválja, erre összpontosít a Chábád tanítás, amely a Tóra tanulmányozását és az imádkozást elébe helyezi az ezotériának. Talmudistaként, Snéor Zálmán rabbi lelkes híve volt annak, hogy a Kabbalát és a haszidizmust is racionális alapokra helyezze. A Tánjában ezt a megközelítését úgy fogalmazta meg, hogy „מוח שליט על הלב” (héber: 'az agy uralkodik a szíven').

## Tóra tanulás
Snéor Zálmán rabbi azt tanította, hogy a Talmud tanulása nélkül az elme nem képes felemelkedni, és ha az elme nem emelkedett, akkor a lélek éhezik. Különösen nagy erővel küzdött a haszidizmussal szemben álló mitnágdim mozgalom részéről gyakran elhangzó vád ellen, miszerint a mozgalom elhanyagolja a Talmudi tanulmányokat.
Snéor Zálmán azt tanította, a Tórát örömmel kell tanulmányozni – és hozzátett egy metaforát is: amikor egy micva (parancsolat) beteljesül, egy angyal születik. De ha a micva öröm nélküli volt, akkor az angyal is félresikerül. Snéor Zálmán azt tanította, hogy a haszidizmus lelkesedéssel és örömmel összpontosít a hagyományos zsidó tanításokra.

## Rebbe és a haszidok szerepe
A haszidizmus más irányzatainak tanításaiban elterjedt alapvetés, hogy a mély filozófiai gondolatok és a vallás ez általi mély megélése elsősorban a „rebbe” osztályrésze. A „rebbéhez” intenzívebb Istenszolgálatot és imáihoz magasabb szintet párosítanak, ezért azt gondolják, hogy az ő imáit gyorsabban elfogadja az Örökkévaló, ezért a haszidoknak elég, ha csatlakozhatott a „rebbe” kisugárzásához, és rajta keresztül az Isten szolgálatához. Ezzel ellentétben a Chábád irányzat az egyéni felelősség fontosságára tanít minden zsidót.
A Chábád szerint a rebbe nem összekötő a haszidok és Isten között. A rebbe szerepe inkább az, hogy vezesse a követőket, hogy spirituálisan önellátóak legyenek egy bizonyos szinten és inkább utasítást kérjenek a rebbéjüktől, mint közbenjárást Istennél, csodát vagy áldást.

## Chábád közösségek
A Chábád közösségek szerte megtalálhatók a világban. A Chábád haszidok által legsűrűbben lakott helyek: Crown Heights, Brooklyn (mintegy 10.000-12.000 fő), és Kfar Chábád, Izrael (mintegy 6100 fő). Más közösségek kisebb méretű populációkat képeznek.

## Chábád askenázok és szefárdok
Habár a Chábád mozgalmat Kelet-Európában alapították, vagyis az askenáz zsidóság centrumában, mégis, az utóbbi néhány évtizedben jelentős számú szefárd zsidót is bevonzott. A Chábád közösségek ma kevertek, askenázi és szefárd haszidok alkotják őket. Például Montrealban a Chábád családok közel 25 százalékában legalább az egyik szülő szefárd származású. Az askenáz eredetű chábád haszidok többsége sem az eredeti orosz gyökerű zsidó: jobbára román, lengyel, sőt magyar származásúak alkotják a közösséget.

## Szokások
A Chábád haszidok Chábád hagyományokat és szokásokat követnek. Így például imarendjük, öltözködésük, hagyományaik is jól megkülönböztethetőek.
- Imarend - Az Álter Rebbe által szerkesztett imakönyvnek, a Jichák Luria féle rítusú imakönyv adja az alapját.
- Öltözet – A Chábád férfiak általában nem viselnek strájmli-t (szőrmével szegett ünnepi fejfedő), amit más haszid csoportok hordanak ünnepi alkalmakkor. Helyette a legtöbben fekete - úgynevezett jesivis - kalapot hordanak. Mint más ortodox zsidók, a Chábádban a nők, lányok és asszonyok egyaránt olyan öltözéket viselnek, mely illeszkedik a cniut, vagyis a szemérmes öltözködés szabályaihoz. A férjes asszonyok általában parókával takarják el a hajukat.
- Beszéd és nyelv – Eredetileg a Chábád haszidok az imádkozás héber nyelvét askenáz dialektusban ejtik. Ugyanakkor sok született izraeli Chábád haszid a modern Izraeli héber, vagyis szefárd dialektus szerint ejti a liturgiában használt hébert.
- Ének és zene – mint sok más haszid csoport, a Chábád is nagy jelentőséget tulajdonít a Chábád haszid nigun-ok (dallamok) éneklésének.
- Napi tanulmányok – A Chábád mozgalom szokásai közt be van ütemezve a zsidó vallásos művek napi tanulmányozása.
- Chitász – a Tóra (egész hetiszakasz Rásival minden héten), a Zsoltárok (az egészet 1 hónap alatt) és a Tánjá (az egészet 1 év alatt) kijelölt fejezetei,
- Mishné Torá (Jád Hácházáká): a középkori zsidó filozófus és kodifikátor, Mose Májmuni, a Maimonidész, a Rambam könyvének kijelölt fejezetei.

## Chábád intézmények
Országok szerint (részleges lista)
| Ország           | Chabad központok (db) |
| ---------------- | --------------------- |
| Egyesült Államok | 600                   |
| Izrael           | 300                   |
| Oroszország      | 90                    |
| Franciaország    | 80                    |
| Kanada           | 60                    |
| Ukrajna          | 50                    |
| Ausztrália       | 40                    |
| Argentína        | 30                    |
| Brazília         | 30                    |
| Nagy-Britannia   | 30                    |
| Németország      | 15                    |
| Dél-Afrika       | 15                    |
| Magyarország     | 12                    |
| Olaszország      | 10                    |
| Ausztria         | 10                    |
| Fehéroroszország | 10                    |
| Belgium          | 10                    |
| Hollandia        | 10                    |
| Kína             | 6                     |
| Üzbegisztán      | 6                     |
| Thaiföld         | 5                     |
| Kazahsztán       | 5                     |
| Spanyolország    | 3                     |
| Svédország       | 3                     |
| Dánia            | 4                     |

2007-ben 3300 Chábád intézmény volt a világon. 2006-ban 75 országban volt Chábád központ. A Chábád központok száma országonként változó. A többség az Egyesült Államokban van és Izraelben (ld. fenti táblázat). Van még több mint 40 ország, kevésbé jelentős Chábád jelenléttel, ezek nem szerepelnek az összesítésben. A kimutatások szerint a Chábád összességében a világ 950 városában tart fenn valamilyen képviseletet: 400-at Észak-Amerikában, mintegy 200-at Európában, 200-at Izraelben, kb. 70-et Ázsiában (ideértve Oroszországot, de Izraelt nem), kb. 40-et Dél-Amerikában és nagyjából 20-at Afrikában.

## Chábád Központok
A Chábád Központok (szó szerint chábád házak) a zsidó közösségi központ egyik formája, elsősorban oktatási és közösségépítési célokat szolgál. Kezdetben ez általában a chábád sliách (küldött) otthonában található, ahol a nappali szobát zsinagógaként is használják. Ezzel egy családias atmoszférát teremtenek, ahol az emberek nem érzik tudásuk hiányát. A "Chabad House" kifejezés Kaliforniából ered, abból az időből, amikor Rabbi Shlomo Cunin megalapította az első ilyen ifjúsági központot az UCLA, (University of California, Los Angeles) kampuszán.
Az emlékezetes 2008-as mumbai terrortámadás célpontja a helyi Chábád Ház volt. A helyi küldöttet Gavriel Holtzberg rabbit, és feleségét, Rivkát, négy másik zsidóval együtt brutálisan meggyilkolták iszlám terroristák.

## Adománygyűjtés
A Chábád központok soha nem kapnak központi támogatást a lubavicsi nemzetközi központtól. A napi teendőkhöz minden támogatást a helyi küldötteknek maguknak kell összegyűjteni, elsősorban a helybéli zsidók adományaiból. Az adományokat a Chábád központok, zsinagógák, iskolák, mikvék (rituális fürdők), stb. építésére és fenntartására fordítják.

## Kiküldetés, Sliách, Slichut
Rabbi Joszef Jichák Schneersohn rabbi, és Menachem Mendel Schneerson rabbi kezdeményezését követve terjedt el a slichut (héber: 'kiküldöttség') mozgalom, melynek keretében a „Chábád sluchim” (egyes számban: sliách), vagyis kiküldöttek a helyi zsidók minden vallási igényét ellátják szociális és lelki segítséget nyújtva, spirituális vezetéssel és tanítással együtt. A cél, bátorítani a zsidókat, hogy többet tanuljanak a zsidó örökségről és, hogy lehetőségeikhez mérten gyakorolják a zsidóságukat, vállalják zsidó identitásukat.
A Rebbe iránymutatását követve a Chábád mozgalom, emberek ezreit képezte ki: rabbikat, tanárokat, saktereket (rituális metsző) és moheleket (rituális körülmetélő), akik családjuk kíséretében letelepedtek a világ számos pontján. Általában egy fiatal lubavicsi rabbi és a felesége a húszas éveikben, egy vagy két gyerekkel utaznak az új állomáshelyre és letelepszenek, megtanulják az adott ország nyelvét azzal a céllal, hogy támogassák a helyi közösségeket és a zsidókat közelebb hozzák őseik tanításaihoz és hagyományaihoz.

## Micva kampányok
A Chábád filozófia fontos tanítása micva, vagyis a jó cselekedet értéke. Azaz, hogy „minden jó cselekedettel közelebb hozzuk a világ végső megjavulásának, a Messiás eljövetelének idejét." Így tehát a Chábád mozgalom oktatási tevékenységének egyik célja, hogy az embereket egy-egy micva elvégzésére biztassa. A lubavicsi rebbe azt tanította, hogy "még ha nem is vagy teljesen elkötelezett a Tórai életre, csinálj valamit! Kezdd egy micvával, bármely micva értékét nem kisebbíti az a tény, hogy vannak még olyan micvák, amelyeknek megtartására még nem állsz készen".
A Rebbe 10 konkrét „akciót” hirdetett meg az évek során, arra buzdította híveit, hogy tanítsák és vigyék tovább ezeket a micvákat:
1. a zsidó asszonyok sábáti és ünnep előtti gyertyagyújtása;
2. férfiak tfilinrakása;
3. a mezuza felerősítése az ajtófélfára;
4. a folyamatos Tóra tanulás;
5. az adakozás micvája;
6. szent könyvek beszerzése;
7. a kóser étkezési szabályok gyakorlása;
8. a mások iránti tisztelet, a felebaráti szeretet követése;
9. zsidó vallási oktatás;
10. a családi élet tisztaságával kapcsolatos törvények követése.

## Chábád jelenléte a felsőoktatásban
Az utóbbi években a Chábád még jobban kiterjesztette kampányát az egyetemekre és főiskolákra is. Aktívan működő Chábád Diák Központok vannak világszerte több mint száz kampuszon, és a Chábád változatos tevékenységet kínál további 150 egyetemnek világszerte.
Magyarországon a Chábád a budapesti SOTE és az ELTE jogi karán, valamint a szegedi és a debreceni egyetemeken folytat oktatási tevékenységet.

## Nyári táborok
A Chábád a táborok egy növekvő hálózatát alakította ki világszerte, melyek többnyire a Rebbe által választott Gan Israel nevet használják. A világ 1,200 pontján működnek ilyen táborok, amelyek összességében 210,000 gyereket fogadnak minden nyáron, akik többsége nem ortodox otthonokból érkezett. A Gan Israel és más chábád táborok közül 500 az Egyesült Államokban található. Magyarországon a Bét Menáchem Központ szervezésében napközis tábor, 2013 óta pedig az Alef Kids szervezésében egy hetes balatoni tábor várja a gyerekeket.

## Politikai tevékenység
Menachem Mendel Schneerson rabbi az izraeli-arab konfliktus révén érintett izraeli politikai kérdéseket. Mivel a zsidó jog értelmében tiltva van Izrael bármely területének átadása, mert az veszélyeztetné az ott élő zsidók életét, ezért azt teljes mértékben elutasította.
Schneerson támogatta az USA kormányának széles körű oktatáspolitikáját, és üdvözölte 1980-ban az Egyesült Államok Department of Education megalapítását.
1981-ben Schneerson nyilvánosan felhívást intézett a napenergia használatára. Hitt abban, hogy az Egyesült Államok ezzel függetlenséget nyerhetne energiafelhasználás tekintetében. Azzal érvelt, hogy a külföldi olajtól való függőség az országot elvei feladásához vezetheti.

## Messianizmus
Az 1980-as évek végén a Rebbe aktivitásra szólította követőit, melynek célja az volt, hogy elősegítsék a zsidó hit egyik alapelvének megvalósulását: a messiási kor elhozatalát. A Messiás eljövetelének közelségéről, Schneersohn rabbi már akkor nagyon hangsúlyosan beszélt, amikor átvette a mozgalom vezetését. A Rebbe többször hivatkozott arra, hogy a Maimonidész által meghatározott alaphittétel, mely szerint a Messiás eljövetelének a várása állandó napi kötelesség, ugyancsak szó szerint értendő. A Rebbe személyét többen a „kor Mózeseként” emlegették. 

## Fordítás
Ez a szócikk részben vagy egészben a Chabad című angol Wikipédia-szócikk ezen változatának fordításán alapul.  Az eredeti cikk szerkesztőit annak laptörténete sorolja fel. Ez a jelzés csupán a megfogalmazás eredetét és a szerzői jogokat jelzi, nem szolgál a cikkben szereplő információk forrásmegjelöléseként.